# كأس فيد 2006
كأس فيد 2006 (بالإنجليزية: 2006 Fed Cup)‏ هو الموسم 44 من  كأس فيد. أقيم خلال الفترة 17 أبريل 2006 وحتى 17 سبتمبر 2006، وفاز فيه منتخب إيطاليا لكأس فيد.